# 光头稗
光头稗（学名：Echinochloa colona），又名芒稷，为禾本科稗属下的一种草本植物，高度最高可達60釐米，在中國南部濕地可見。夏、秋取其根入藥用可治水肿、腹水、咯血。

## 扩展阅读
- 維基物種上的相關：芒稷